# Strindbergland
Strindbergland is een schiereiland in Nationaal park Noordoost-Groenland in het oosten van Groenland. Het is een van de schiereilanden in het fjordensysteem van het Koning Oscarfjord.
Het schiereiland is vernoemd naar Nils Strindberg.

## Geografie
Het eiland wordt in het noorden en noordoosten begrensd door de Waltershausengletsjer, in het zuidoosten door het Nordfjord, in het zuiden door het Keizer Frans Jozeffjord en in het westen door het Geologfjord en de Nunatakgletsjer.
Aan de overzijde van het water ligt in het noordoosten het Ole Rømerland, in het oosten Hudsonland, in het zuidoosten Gauss Halvø, in het zuiden Gunnar Anderssonland (Ymer Ø) en in het westen Andréeland.

### Gletsjers
Op Strindbergland bevinden zich meerdere gletsjers. Dit is naast de Nunatakgletsjer en de Waltershausengletsjer onder andere de Søgletsjer.